# Falling Awake
„Falling Awake” este primul disc single lansat de cântăreața finlandeză Tarja Turunen de pe albumul What Lies Beneath (2010).

## Ordinea pieselor pe disc
Versiunea standard
1. „Falling Awake” (versiunea single) — 4:43
2. „The Good Die Young” — 05:15